# Anzelm (biskup warmiński)
Anzelm z Miśni (ur. ok. 1210, zm. 1278 w Elblągu), biskup warmiński.
Należał do zakonu krzyżackiego (jako jedyny z biskupów Warmii). Był pierwszym urzędującym biskupem warmińskim (desygnowany wcześniej Henryk von Strittberg diecezji nie objął, został konsekrowany 28 sierpnia 1250. Przypadła mu tym samym rola organizatora diecezji – wytyczył jej granice, a także granice posiadłości biskupich, zainicjował budowę katedry i rezydencji w Braniewie. W 1260 założył kapitułę katedralną, powoływał do życia pierwsze parafie nowej diecezji.
Uczestniczył w działalności misyjnej. Prowadzona przez niego działalność uniezależniła diecezję od wpływów krzyżackich.
Papież Urban IV mianował go w 1261 legatem papieskim na Czechy, Morawy oraz metropolie ryską, gnieźnieńską i salzburską; z racji obowiązków legata wiele podróżował.
Ostatnie lata życia spędził w Elblągu, gdzie schronił się przed atakami Prusów; tamże też zmarł i został pochowany.